# Chlosyne harrisii
Chlosyne harrisii is een vlinder uit de familie Nymphalidae. De wetenschappelijke naam van de soort is voor het eerst geldig gepubliceerd in 1862 door Samuel Hubbard Scudder.